# Cryptocarya gigaphylla
Cryptocarya gigaphylla är en lagerväxtart som beskrevs av André Joseph Guillaume Henri Kostermans. Cryptocarya gigaphylla ingår i släktet Cryptocarya och familjen lagerväxter. Inga underarter finns listade i Catalogue of Life.